# Министерство государственной безопасности КНР
Министерство государственной безопасности КНР (кит. упр. 国家安全部, пиньинь Guójiā Ānquánbù) — орган исполнительной власти КНР, в чьи функции входит ведение внешнеполитической разведки за рубежом и контрразведки на территории  КНР.

## История
Предшественником министерства было Шэхуэйбу — главный орган разведки КПК до её прихода к власти в 1949 году.
Шэхуэйбу во время японо-китайской войны (1937—1945) и гражданской войны в Китае располагалось на главной базе КПК в Яньане, провинция Шаньси, возглавлял его в 1938—1945 Кан Шэн. Шэхуэйбу было полностью реорганизовано летом 1949 года, а после образования КНР в октябре 1949 года некоторые из его ключевых сотрудников были переведены на руководящие должности в новом министерстве общественной безопасности Центрального народного правительства Китая. Часть сотрудников Шэхуэйбу была переведена на работу в разведывательные органы НОАК, а также в созданный в 1955 году при ЦК КПК новый орган партийной разведки — Бюро расследований («Чжунъюн Дяочабу»).
Министерство государственной безопасности Китайской Народной Республики было создано 6 июня и начало действовать 1 июля 1983 года в результате слияния «Чжунъюн Дяочабу» и отделов контрразведки Министерства общественной безопасности. Главной целью его создания было стремление руководства КНР централизовать разведывательные и контрразведывательные функции, которые выполняли различные органы государственной безопасности и пограничной охраны.

## Задачи
- осуществление контрразведывательных функций на территории страны, предотвращение или пресечение подрывной деятельности иностранных спецслужб против КНР;
- добывание разведывательной информации, касающейся потенциальных противников Китая;
- добывание иностранных передовых технологий во всех отраслях, в том числе военной и военно-технической;
- обеспечение государственных интересов во внешней политике, бизнесе и торговле;
- участие в борьбе против международного терроризма, борьба против внутреннего сепаратизма, религиозного экстремизма;
- контроль за группами китайских студентов и диссидентов, пребывающими за границей.
- участие в защите государственной границы.

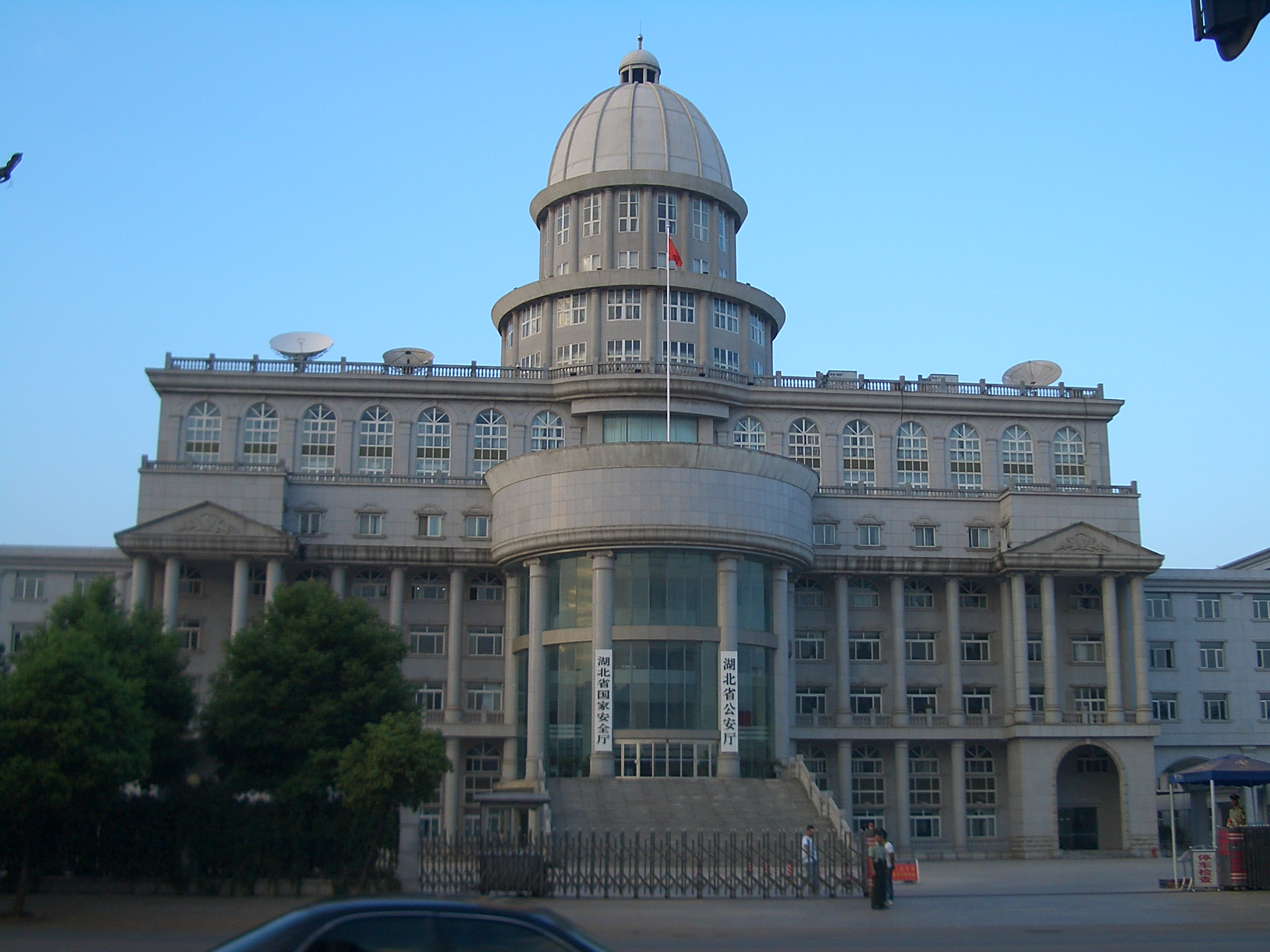
Управления МГБ и МОБ по провинции Хубэй (г. Ухань)

## Организационная структура
В структуру МГБ КНР в настоящее время входят 18 оперативных управлений и вспомогательные отделы и подразделения:

### Административные отделы и управления МГБ КНР
- Управление координации с ЦК КПК
- Правовое управление
- Политическое управление 
  - отдел общественных связей
- Управление кадров
- Управление дисциплинарного контроля
- Управление исправительных учреждений
- Партшкола МГБ
- Приемная МГБ
- Высшая школа МГБ (учебное управление)
- Следственное управление
- Планово-финансовое управление
- Управление материального обеспечения
  - отдел охраны музейного комплекса «Запретный город» в г. Пекин

### Оперативные управления МГБ КНР
- 1-е — разведка с территории, вербовка агентуры из числа иностранцев на территории КНР
- 2-е  — политическая разведка
- 3-е  — научно-техническая и экономическая разведка
- 4-е  — спорные территории (о. Тайвань, Гонконг, Макао)
- 5-е  — аналитическое
- 6-е  — территориальные УМГБ
- 7-е  —  внешняя контрразведка
- 8-е  — контрразведка
- 9-е  — антиправительственные организации и НКО
- 10-е  — антиправительственные организации за рубежом

### Технические управления МГБ КНР
- 11-е  — архивное
- 12-е  — опросы общественного мнения
- 13-е  — ОТУ
- 14-е  — контроль за почтовыми отправлениями и электронной почтой
- 15-е  — информационное
- 16-е  — РТР, космическая и фоторазведка

### Другие управления МГБ КНР
- 17-е  — руководство внешнеэкономическими госпредприятиями (с 1999 г.)
- 18-е  — борьба с терроризмом

Численность личного состава Министерства государственной безопасности КНР составляет, по имеющимся данным, свыше 350 тыс. человек. Служба в МГБ считается в Китае чрезвычайно престижной.
Госпредприятия 17-го управления МГБ (с 1999 г.)
- Отель «Яншан» (г. Пекин)
- Внешнеторговое объединение Far East Holding Group
- Внешнеторговое объединение «Жэн Хуа»
- Внешнеторговое объединение «Фучжоу Синьда»
- Внешнеторговое объединение «Сиамэнь»
- Внешнеторговое представительство Сишуанбаньна-Дайского АО
- Экспортно-импортная компания China Resources Exports
- Экспортно-импортная компания «Сингуань» (г.Шеньянь)
- Транспортная компания «Тяньлунь» (г. Цзиньчжоу)
- Финансово-инвестиционная компания «Фувэй»
- Другие государственные внешнеторговые объединения и компании

НИИ МГБ КНР
- НИИ современных международных отношений КНР
- Шанхайский НИИ международных проблем

Другие ведомства в подчинении МГБ КНР
- Поликлиника МГБ

## Руководители
- Лин Юнь (1983—1985)
- Цзя Чуньван (1985—1998)
- Сюй Юнъюэ (1998—2007)
- Гэн Хуэйчан (2007—2016)
- Чэнь Вэньцин (2016—2022)
- Чэнь Исинь (с 2022)